# Firebaugh (Kalifornija)
Firebaugh je grad u američkoj saveznoj državi Kalifornija. Prema popisu stanovništva iz 2010. u njemu je živjelo 7.549 stanovnika.